# NGC 6783
NGC 6783 é uma galáxia  localizada na direcção da constelação de Cygnus que está acima hemisfério norte da terra. Possui uma declinação de +46° 01' 05" e uma ascensão recta de 19 horas, 16 minutos e 47,5 segundos.
A galáxia NGC 6783 foi descoberta em 4 de Agosto de 1872 por Édouard Jean-Marie Stephan.